# B & O Railroad Potomac River Crossing
Le B & O Railroad Potomac River Crossing est un ensemble de ponts américains franchissant le Potomac entre Harpers Ferry en Virginie-Occidentale et le comté de Washington dans le Maryland. Il est aujourd'hui constitué de deux ouvrages fonctionnels : en aval un pont en treillis construit en 1894 et désormais emprunté par le sentier des Appalaches, en amont un pont ferroviaire de 1930-1931, proche de la gare d'Harpers Ferry et qui porte la ligne du Baltimore and Ohio Railroad.
Des piles de ponts antérieurs désormais détruits complètent l'ensemble, lequel est inscrit au Registre national des lieux historiques depuis le 14 février 1978.